# Limapontia senestra
Limapontia senestra is een slakkensoort uit de familie van de Limapontiidae. De wetenschappelijke naam van de soort is voor het eerst geldig gepubliceerd in 1844 door de Quatrefages.